# Crassiparmena compacta
Crassiparmena compacta – gatunek chrząszcza z rodziny kózkowatych i podrodziny zgrzypikowych. Jedyny przedstawiciel rodzaju Crassiparmena.

## Zasięg występowania
Gatunek ten występuje w Ekwadorze.